# Partito Democratico Cristiano (Paraguay)
Il Partito Democratico Cristiano  (in spagnolo: Partido Demócrata Cristiano) è un partito politico paraguaiano fondato il 15 maggio 1960.

## Presidenti
- Jorge Escobar (1960 - 1965)
- Jeronimo Irala Burgos (1965 - 1969)
- Alfredo Ayala Haedo (1969 - 1972)
- Hermogenes Rojas Silva (1972 - 1973)
- Luís A. Resck (1973 - 1975)
- Romulo Periña (1975 - 1976)
- Aníbal Recalde Sosa (1976 - 1981)
- Luís A. Resck (1981 - 1983)
- Romulo Periña (1983 - 1984)
- Alfredo Rojas León (1984 - 1986)
- Jeronimo Irala Burgos (1986 - 1987)
- José María Bonin (1987 - 1988)
- Jorge D. Cristaldo (1988 - 1991)
- Angel Burró (1991 - 1992)
- Miguel A. Montaner (1992 - 1995)
- Jorge D. Cristaldo (1996 - 1998)
- Adalina Gutièrrez (1998 - 2000)
- Capurro (2000 - 2001)
- Luís Andrada (2001 - 2005)
- Gerardo Rolón Pose (2005 - 2009)
- Pablo González Melgarejo (2009 - ad interim)[1]
- Alba Espinola de Cristaldo (2011 - in carica)[2]